# Ruslan Sorotschynskyj
Ruslan Sorotschynskyj (ukrainisch Руслан Сорочинский; * 23. Februar 1985 in Odessa, Ukrainische SSR) ist ein ehemaliger ukrainischer Squashspieler.

## Karriere
Ruslan Sorotschynskyj, der vom Tischtennis zum Squashsport wechselte, spielte 2009 erstmals auf der PSA World Tour. Seine höchste Platzierung in der Weltrangliste erreichte er mit Rang 162 im März 2011. Mit der ukrainischen Nationalmannschaft nahm er 2008 erstmals an den Europameisterschaften teil und gehörte bis 2016 jedes Jahr zum EM-Kader. Bei der einzigen Teilnahme der Ukraine an Weltmeisterschaften war Sorotschynskyj  2011 ebenfalls Teil des Aufgebots. Dabei gewann er gegen Bermuda eine seiner insgesamt sieben Partien und schloss das Turnier mit der Mannschaft auf Platz 29 ab. Er vertrat die Ukraine sechsmal bei den Europameisterschaften im Einzel und stand zwischen 2008 und 2015 bei allen Teilnahmen im Hauptfeld. 2012 gelang ihm dabei sein einziger Sieg, als er in der ersten Runde Martin Švec in vier Sätzen bezwang. Im Achtelfinale unterlag er anschließend Simon Rösner in drei Sätzen. 2010 und 2012 wurde er ukrainischer Landesmeister.

## Erfolge
- Ukrainischer Meister: 2010, 2012